# Lawrence d'Aràbia
Lawrence d'Aràbia (títol original en anglès: Lawrence of Arabia) és una pel·lícula de drama històric èpica britànica del 1962 basada en la vida de T. E. Lawrence i el seu llibre Els set pilars de la saviesa de 1926. Va ser dirigida per David Lean i produïda per Sam Spiegel, a través de la seva companyia britànica Horizon Pictures, i distribuïda per Columbia Pictures. La pel·lícula és protagonitzada per Peter O'Toole com Lawrence i Alec Guinness interpretant el príncep Faisal. La pel·lícula també és protagonitzada per Jack Hawkins, Anthony Quinn, Omar Sharif, Anthony Quayle, Claude Rains, i Arthur Kennedy. El guió va ser escrit per Robert Bolt i Michael Wilson.
La pel·lícula, una producció britànica amb distribució nord-americana, representa les experiències de Lawrence a les províncies de l'Imperi Otomà de Hejaz i la Gran Síria durant la Primera Guerra Mundial, en particular els seus atacs a Àqaba i Damasc i la seva participació al Consell Nacional Àrab. Entre els seus temes s'inclouen les lluites emocionals de Lawrence amb la violència personal inherent a la guerra, la seva pròpia identitat i la seva fidelitat dividida entre la seva Gran Bretanya natal amb el seu exèrcit i els seus camarades recentment trobats dins de les tribus del desert àrab.
Lawrence d'Aràbiaa va ser nominat a deu Oscars a la 35a Edició dels Premis de l'Acadèmia el 1963; en va guanyar set, inclosos els de millor pel·lícula i el millor director. També va guanyar el Globus d'Or a la millor pel·lícula dramàtica i els premis BAFTA a la millor pel·lícula i pel·lícula britànica destacada. La partitura dramàtica de Maurice Jarre i la cinematografia de Super Panavision 70 de Freddie Young també van guanyar elogis de la crítica.
La pel·lícula és àmpliament considerada com una de les pel·lícules més grans i influents mai realitzades. El 1991, la Biblioteca del Congrés dels Estats Units la va considerar "significativa culturalment, històricament o estèticament" i va ser seleccionada per a la seva conservació al National Film Registry. El 1998, l'American Film Institute la va situar en el cinquè lloc de la llista de 100 anys ... 100 pel·lícules de les millors pel·lícules americanes, i es va classificar en el setè lloc de la seva llista actualitzada el 2007. El 1999, el British Film Institute va nomenar-la com la tercera pel·lícula britànica més gran de tots els temps. El 2004 va ser elegida la millor pel·lícula britànica de tots els temps en una enquesta Sunday Telegraph dels principals cineastes britànics.
Aquesta pel·lícula ha estat doblada i subtitulada al català.
És una de les poques pel·lícules de la història del cinema sense papers femenins.

## Argument
La pel·lícula es presenta en dues parts, dividides per un intermedi. És narrada en forma de flash-back.

### Part I
La pel·lícula comença el 1935, quan Lawrence mor en un accident de moto. Al seu servei fúnebre a la catedral de Sant Pau, un periodista intenta, amb poc èxit, obtenir coneixements sobre l'enigmàtic i notable home d'aquells que el coneixien.
La història es remunta a la Primera Guerra Mundial. Lawrence és un tinent de l'exèrcit britànic inadaptat que destaca per la seva insolència i educació. Sobre les objeccions del General Murray, el senyor Dryden de l'Oficina Àrab l'envia per avaluar les perspectives del príncep Faisal en la seva revolta contra els turcs. Durant el viatge, el seu guia beduí, Tafas, és assassinat pel Sherif Ali per haver begut del seu pou sense permís. Lawrence es troba més tard amb el coronel Brighton, que li ordena que calli, faci la seva valoració i marxi. Lawrence ignora les ordres de Brighton quan coneix Faisal; la seva franquesa desperta l'interès del príncep.
Brighton aconsella a Faisal retirar-se després d'una gran derrota, però Lawrence proposa un atrevit atac sorpresa contra Aqaba. La seva captura proporcionaria un port des del qual els britànics podrien descarregar els subministraments molt necessaris. La ciutat està fortament fortificada contra un assalt naval, però només està defensada lleugerament per la banda terrestre. Convenç Faisal per a que li proporcioni cinquanta homes, dirigits per un pessimista sherif Ali. Els orfes adolescents Daud i Farraj s'adhereixen a Lawrence com a criats. Creuen el desert de Nafud, considerat intransitable fins i tot pels beduïns, i viatgen dia i nit a l'última etapa per arribar a l'aigua. Un dels homes d'Ali, Gasim, sucumbeix a la fatiga i cau desapercebut del camell durant la nit. Quan Lawrence el descobreix desaparegut, es gira enrere i rescata a Gasim, i Sherif Ali és guanyat. Dona robes àrabs a Lawrence perquè les porti.
Lawrence persuadeix Auda abu Tayi, el líder de la poderosa tribu local dels Howeitat, perquè es giri contra els turcs. L'esquema de Lawrence gairebé es descarrila quan un dels homes d'Ali mata un dels d'Auda a causa d'una disputa de sang. Com que les represàlies dels Howeitat trencarien la fràgil aliança, Lawrence declara que executarà l'assassí mateix. Lawrence es queda atordit al descobrir que el culpable és Gasim, l'home a qui va arriscar la seva vida per salvar-lo al desert, però Lawrence el dispara de totes maneres.
L'endemà al matí, els àrabs superen la guarnició turca i conquereixen Aqaba. Lawrence es dirigeix al Caire per informar Dryden i el nou comandant, el general Allenby, de la seva victòria. En creuar el desert del Sinaí, Daud mor quan s'ensopega amb arenes movedisses. Lawrence és promogut a major i se li donen armes i diners per als àrabs. Està profundament pertorbat i confessa que li va agradar executar Gasim, però Allenby deixa de banda els seus dubtes. Lawrence pregunta a Allenby si hi ha alguna base per a les sospites dels àrabs que els britànics tenen dissenys sobre Aràbia. Quan insisteix, Allenby afirma que no n'hi ha cap.

### Part II
Lawrence llança una guerra de guerrilles fent explotar trens i assetjant els turcs a cada pas. Un corresponsal de guerra estatunidenc, Jackson Bentley, divulga les gestes de Lawrence i el fa famós. En una incursió, Farraj queda greument ferit. Lawrence, que no vol deixar-lo per a que sigui torturat per l'enemic, el dispara abans de fugir.
Quan Lawrence expora la ciutat enemiga de Deraa amb Ali, és portat, juntament amb diversos residents àrabs, al Bey turc. Lawrence és despullat i punxat. Llavors, per haver colpejat al Bey, és severament assotat abans de ser llançat al carrer. L'experiència deixa Lawrence sacsejat. Torna a la seu britànica al Caire però no hi encaixa allà.
Poc temps després, a Jerusalem, el general Allenby l'insta a donar suport a la "gran empenta" a Damasc. Lawrence dubta a tornar però finalment cedeix.
Lawrence recluta un exèrcit motivat més pels diners que per la causa àrab. Veuen una columna de soldats turcs en retirada, que acaben de massacrar els habitants de Tafas. Un dels homes de Lawrence és de Tafas i exigeix: "No hi ha presoners!" Quan Lawrence dubta, l'home carrega els turcs sols i és mort. Lawrence reprèn el crit de batalla del mort; el resultat és una matança en què participa el mateix Lawrence. Llavors lamenta les seves accions.
Els homes de Lawrence prenen Damasc per davant de les forces d'Allenby. Els àrabs creen un consell per administrar la ciutat, però els tribus del desert resulten poc adequats per a aquesta tasca. Malgrat els esforços de Lawrence, es disputen constantment. Incapaços de mantenir els serveis públics, els àrabs aviat abandonen la major part de la ciutat als britànics.
Lawrence és ascendit a coronel i immediatament ordenat tornar a Gran Bretanya, ja que la seva utilitat tant per a Faisal com per als britànics ha acabat.
Quan surt de la ciutat, el seu automòbil és passat per un motorista, que deixa un rastre de pols al seu pas.

## Repartiment
- Peter O'Toole com T. E. Lawrence. Albert Finney era un virtual desconegut en aquell moment, però va ser la primera opció de Lean per interpretar a Lawrence. Finney va ser reclutat i va començar la fotografia principal, però va ser acomiadat al cap de dos dies per motius que encara no estan clars. A Marlon Brando també se li va oferir el paper, i Anthony Perkins i Montgomery Clift van ser breument considerats abans que O'Toole fos contractat.[13] Alec Guinness havia interpretat anteriorment a Lawrence a l'obra Ross i va ser considerat breument per a la part, però David Lean i Sam Spiegel el van considerar massa vell. Lean havia vist O'Toole a The Day They Robbed the Bank of England i va ser embolicat per la seva prova de pantalla, proclamant: "Aquest és Lawrence!" A Spiegel no li agradava Montgomery Clift, després d'haver treballat amb ell a on Suddenly, Last Summer. Spiegel finalment va accedir a l'elecció de Lean, tot i que no li va agradar O'Toole després de veure'l en una prova de pantalla infructuosa per a Suddenly, Last Summer.[14] Les imatges de Lawrence suggereixen també que O'Toole tenia alguna semblança amb ell,[15] malgrat la seva considerable diferència d'altura. Les mirades d'O'Toole van provocar una reacció diferent a Noël Coward, que va bromejar després de veure l'estrena de la pel·lícula: "Si hagués estat més bonic, la pel·lícula s'hauria anomenat Florence d'Arabia ".
- Alec Guinness com Príncep Faisal. Faisal havia de ser interpretat originalment per Laurence Olivier. Guinness va actuar en altres pel·lícules de David Lean, i va aconseguir el paper quan Olivier va abandonar. Guinness es va maquillar per semblar-se el més possible al Faisal real; va estudiar els seus diaris que, mentre rodava a Jordània, va conèixer diverses persones que havien conegut Faisal i que en realitat el van confondre amb el difunt príncep. Guinness va dir en entrevistes que va desenvolupar el seu accent àrab a partir d'una conversa que va mantenir amb Omar Sharif.
- Anthony Quinn com Auda abu Tayi. Quinn va entrar molt en el seu paper; passava hores aplicant-se el seu propi maquillatge, fent servir una fotografia de l'Auda real per fer-se semblar tant com ell podia. Una anècdota fa que Quinn arribés al plató per primera vegada disfressat, amb la qual cosa Lean el va confondre amb un nadiu i va demanar al seu ajudant que trucés a Quinn i li notifiqués que el substituïen pel nou vingut.
- Jack Hawkins com General Allenby. Sam Spiegel va empènyer Lean a escollir Cary Grant o Laurence Olivier (que es va comprometre al Chichester Festival Theatre i va rebutjar). Lean el va convèncer de triar Hawkins a causa del seu treball per a ells a The Bridge on the River Kwai. Hawkins es va afaitar el cap pel paper i, segons els informes, va xocar amb Lean diverses vegades durant el rodatge. Guinness va explicar que Hawks va ser increpat per Lean per celebrar el final del rodatge d'un dia amb un ball improvisat. Hawkins es va fer íntim amic d'O'Toole durant el rodatge, i els dos diàlegs sovint improvisats davant la consternació de Lean.
- Omar Sharif com Sherif Ali. El paper es va oferir a molts actors abans que Sharif fos elegit. Horst Buchholz va ser la primera opció, però ja havia signat per a la pel·lícula One, Two, Three. Alain Delon va tenir una prova de pantalla reeixida, però finalment es va negar a causa de les lents de contacte marrons que hauria hagut de portar. Maurice Ronet i Dilip Kumar també van ser considerats.[16] Sharif, que ja era una gran estrella a l'Orient Mitjà, va ser elegit originalment com Tafas, el guia de Lawrence, però quan els esmentats actors es van mostrar inadequats, Sharif va passar a la part d'Ali.
- José Ferrer com a Bey turc . Inicialment, Ferrer no estava satisfet amb la petita mida de la seva part i va acceptar el paper només amb la condició de rebre 25.000 dòlars (més que O'Toole i Sharif junts) més un Porsche.[17] No obstant això, després va considerar aquesta la seva millor actuació cinematogràfica, dient en una entrevista: "Si em jutgés per qualsevol representació cinematogràfica, serien els meus cinc minuts a Lawrence ". Peter O'Toole va dir una vegada que va aprendre més de la interpretació de pantalla de Ferrer del que va poder en qualsevol classe d'interpretació.
- Anthony Quayle com el Coronel Harry Brighton. Quayle, un veterà dels rols militars, va ser llançat després que Jack Hawkins, l'elecció original, va ser canviar al paper d'Allenby. Quayle i Lean van discutir sobre com retratar el personatge, amb Lean sentint que Brighton era un personatge honorable, mentre que Quayle el considerava un idiota.
- Claude Rains com Mr. Dryden. Com Sherif Ali i el coronel Brighton, Dryden va ser una fusió de diversos personatges històrics, principalment Ronald Storrs, membre de l'Oficina Àrab, però també David George Hogarth, un arqueòleg amic de Lawrence; Henry McMahon, l'alt comissari d'Egipte que va negociar la correspondència McMahon-Hussein que va desencadenar efectivament la revolta àrab; i Mark Sykes, que va ajudar a redactar l'Acord Sykes–Picot que co-dividia l'Orient Mitjà de la postguerra. Robert Bolt va afirmar que el personatge va ser creat per "representar l'ala civil i política dels interessos britànics, per equilibrar els objectius militars d'Allenby".[18]
- Arthur Kennedy com Jackson Bentley. Als primers dies de la producció, quan el personatge de Bentley va tenir un paper més destacat a la pel·lícula, Kirk Douglas va ser considerat per la part; Douglas va expressar el seu interès, però va exigir un salari estrella i el nom més amunt després de O'Toole i, per tant, va ser rebutjat per Spiegel. Més tard, Edmond O'Brien va ser reclutat pel paper.[19] O'Brien va filmar l'escena de Jerusalem i (segons Omar Sharif) la discussió política de Bentley amb Ali, però va patir un atac de cor al lloc i va haver de ser substituït en l'últim moment per Kennedy, recomanat per Anthony Quinn.[20]
- Donald Wolfit com General Murray. Allibera Lawrence al senyor Dryden. Anomena els britànics que ocupen Aràbia com "un espectacle lateral d'un espectacle lateral".
- I. S. Johar com Gasim. Johar era un conegut actor indi que apareixia ocasionalment en produccions internacionals.
- Gamil Ratib com Majid. Ratib era un veterà actor egipci. El seu anglès no es considerava prou bo, de manera que va ser doblat per Robert Rietti (sense acreditar) a la pel·lícula final.
- Michel Ray com a Farraj. En aquest moment, Ray era un actor anglo-brasiler que havia aparegut prèviament en diverses pel·lícules, incloent The Brave One de Irving Rapper i The Tin Star, d'Anthony Mann.

John Dimech com a Daud
- Zia Mohyeddin com a Tafas. Mohyeddin va ser un dels actors més coneguts del Pakistan.
- Howard Marion-Crawford com a metge. Va ser llançat a l'últim moment possible durant el rodatge de les escenes de Damasc a Sevilla.
- Jack Gwillim com a secretari del club. Gwillim va ser recomanat per ser contractat per a la pel·lícula per l'amic íntim de Quayle.
- Hugh Miller com a coronel del RAMC. Va treballar en diverses de les pel·lícules de Lean com a entrenador de diàleg i va ser un dels diversos membres de l'equip de la pel·lícula que van rebre parts.
- Peter Burton com a xeic de Damasc (sense acreditar)
- Kenneth Fortescue com a ajudant d'Allenby (sense acreditar)[21]
- Harry Fowler com a caporal Potter (sense acreditar)[22]
- Jack Hedley com a reporter (sense acreditar)
- Ian MacNaughton com a Michael George Hartley, company de Lawrence a la primera escena d'O'Toole (sense acreditar)
- Henry Oscar com a Silliam, el criat de Faisal (sense acreditar)
- Norman Rossington com a caporal Jenkins (sense acreditar)[21]
- John Ruddock com Elder Harith (sense acreditar)[21]
- Fernando Sancho com a sergent turc (sense acreditar)
- Stuart Saunders com a sergent major del regiment (sense acreditar)

L'equip estava format per més de 200 persones, amb el repartiment i els extres inclosos, aquest nombre augmentaria a més de 1000 persones treballant per fer la pel·lícula. Diversos membres de l'equip de la pel·lícula van retratar personatges menors. El primer ajudant de direcció Roy Stevens va interpretar al conductor del camió que transporta Lawrence i Farraj al quarter general del Caire al final de l'acte I; el sergent que atura Lawrence i Farraj ("On creus que vas, Mustapha?") és l'assistent de la construcció Fred Bennett, i el guionista Robert Bolt té un cameo sense paraules mentre un dels oficials que miren a Allenby i Lawrence conferenciar-se al pati (està fumant una pipa). Steve Birtles, el gafador de la pel·lícula, interpreta el motorista al canal de Suez; es rumoreja que el propi Lean és la veu que crida "Qui ets?" La supervisora de continuïtat Barbara Cole apareix com una de les infermeres de l'escena de l'hospital de Damasc.

## Precisió històrica
La majoria dels personatges de la pel·lícula es basen en persones reals en diversos graus. Algunes escenes van ser molt ficcionades, com la batalla d'Aqaba, i les que tractaven amb el Consell Àrab són inexactes, ja que el consell va romandre més o menys al poder a Síria fins que França va deposar Faisal el 1920. Es proporcionen pocs antecedents sobre la història de la regió, la Primera Guerra Mundial i la Revolta Àrab, probablement a causa del major enfocament de Bolt sobre Lawrence (l'esborrany de Wilson tenia una versió més àmplia i més polititzada dels esdeveniments). La segona meitat de la pel·lícula presenta una deserció fictícia de l'exèrcit àrab de Lawrence, gairebé per a un home, mentre es movia més al nord. La cronologia de la pel·lícula és sovint qüestionable a la Revolta Àrab i a la Primera Guerra Mundial, així com la geografia de la regió del Hejaz. Per exemple, la reunió de Bentley amb Faisal és a finals de 1917, després de la caiguda d'Aqaba, i esmenta que els Estats Units encara no han entrat en guerra, però els Estats Units hi participaven des de l'abril. A més, la participació de Lawrence en la revolta àrab abans de l'atac a Aqaba està completament eliminada, com la seva participació en les confiscacions de Yanbo i Wejh. El rescat i l'execució de Gasim es basen en dos incidents separats, que es van combinar per raons dramàtiques.
La pel·lícula mostra a Lawrence representant la causa aliada al Hejaz gairebé sol, amb el coronel Brighton (Anthony Quayle) com a l'únic oficial britànic que l'ajuda. De fet, hi havia nombrosos oficials britànics com els coronels Cyril Wilson, Stewart Francis Newcombe i Pierce C. Joyce, tots ells arribats abans que Lawrence comencés a servir a Aràbia. A més, hi va haver una missió militar francesa dirigida pel coronel Edouard Brémond que servia al Hejaz, però no apareix a la pel·lícula. La pel·lícula mostra a Lawrence com l'únic causant dels atacs al ferrocarril Hejaz. Els primers atacs van començar a principis de gener de 1917 dirigits per oficials com Newcombe. El primer atac reeixit contra el ferrocarril Hejaz amb una "mina Garland" que va destruir locomotores va ser dirigit pel major Herbert Garland el febrer de 1917, un mes abans del primer atac de Lawrence.
La pel·lícula mostra a les forces haixemites com a guerrilles beduines, però el nucli de les forces haixemites era l'exèrcit àrab regular reclutat dels presoners de guerra àrabs otomans, que duien uniformes d'estil britànic amb keffiyehs i van lluitar en batalles convencionals. The La pel·lícula no fa esment de l'exèrcit de Sharifian i deixa a l'espectador la impressió que les forces haixemites estaven compostes exclusivament d'irregulars beduïns.

## Personatges
Personatges històrics
- T. E. Lawrence
- Prince Faisal
- Auda Abu Tayi
- General Allenby
- General Murray
- Farraj i Daud, els criats de Lawrence
- Gasim, l'home a qui Lawrence rescata del desert
- Talal, que carrega la columna turca a Tafas

Personatges de ficció
- Sherif Ali: una combinació de nombrosos líders àrabs, en particular Sharif Nassir —el cosí de Faisal— que va dirigir les forces Harith implicades en l'atac a Àqaba. El personatge es va crear en gran part perquè Lawrence no va servir amb cap líder àrab (a part d'Auda) durant la majoria de la guerra; la majoria d'aquests líders es van fusionar en el personatge d'Alí.
- Mr Dryden: El cínic funcionari de l'Oficina Àrab es basava vagament en nombroses figures, inclòs Sir Ronald Storrs, que era el cap de l'Oficina Àrab i més tard el governador de Palestina. Storrs va fer en gran manera que Lawrence va conèixer Faisal per primera vegada i es va implicar en la Revolta. Aquest personatge també es basa parcialment en l'amic arqueòleg de Lawrence D. G. Hogarth, així com en Henry McMahon, que històricament va complir el paper de Dryden com a enllaç polític. Va ser creat pels guionistes per "representar l'ala civil i política dels interessos britànics, per equilibrar els objectius militars d'Allenby".
- Colonel Brighton: en essència, un compost de tots els oficials britànics que van servir al Pròxim Orient amb Lawrence, sobretot el tinent coronel S.F. Newcombe.. Newcombe va fer gairebé el mateix paper que Brighton a la pel·lícula, essent l'antecessor de Lawrence com a enllaç de la Revolta Àrab; ell i molts dels seus homes van ser capturats pels turcs el 1916, però més tard es va escapar. A més, igual que Brighton, Newcombe no va agradar gaire als àrabs, tot i que es va mantenir amic de Lawrence. (Al guió original de Michael Wilson, era el Coronel Newcombe; Robert Bolt va canviar el nom del personatge.) Brighton aparentment va ser creat per representar com se sentirien els soldats britànics ordinaris sobre un home com Lawrence: impressionat pels seus èxits però rebutjat per la seva manera afectada. (Lean va argumentar que Brighton era "l'únic personatge honorable" de la pel·lícula, mentre que Anthony Quayle es referia al seu personatge com a "idiota").
- Bey turc: el Bey turc que captura Lawrence a Deraa era — segons el mateix Lawrence — el general Hajim Bey (en turc Hacim Muhiddin Bey), tot i que no figura a la pel·lícula. L'incident es va esmentar a Els set pilars de la saviesa. Alguns biògrafs (Jeremy Wilson, John Mack) argumenten que cal creure el relat de Lawrence; altres (Michael Asher, Lawrence James) argumenten que l'evidència contemporània suggereix que Lawrence no va anar mai a Deraa en aquest moment i que la història està inventada.
- Jackson Bentley: basat en el famós periodista nord-americà Lowell Thomas, que va ajudar a fer famós Lawrence amb relats de la seva valentia. Tanmateix, Thomas era un jove en aquell moment que passava només uns dies (o setmanes com a màxim) amb Lawrence al camp, a diferència de Bentley, que es representa com un cínic periodista de Chicago de mitjana edat que està present durant tot el període de Lawrence. Bentley va ser el narrador del guió original de Wilson, però Bolt va reduir significativament el seu paper per al guió final. Thomas no va començar a informar sobre Lawrence fins després de la fi de la Primera Guerra Mundial i va tenir molt en compte Lawrence, a diferència de Bentley, que sembla veure Lawrence en termes d'una història sobre la qual pot escriure.
- Tafas: guia de Faisal de Lawrence es basa en el seu guia real Sheikh Obeid el-Rashid de la branca Hazimi del Beni Salem, a qui Lawrence va referir-se Tafas diverses vegades als Set Pilars.
- Oficial mèdic: aquest oficial sense nom que s'enfronta a Lawrence a Damasc es basa en un oficial esmentat en un incident als Set Pilars. La reunió de Lawrence amb l'oficial de nou mentre portava uniforme britànic va ser un invent de Wilson o Bolt.

### Representació de Lawrence

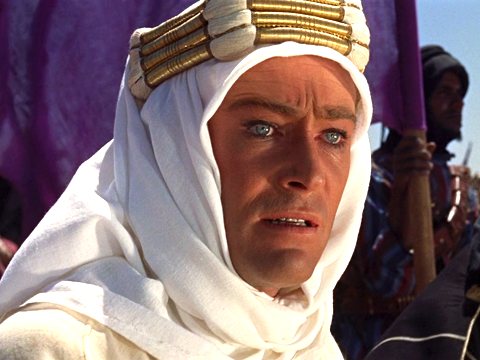
Peter O'Toole com T. E. Lawrence

Moltes queixes sobre la precisió de la pel·lícula es refereixen a la caracterització de Lawrence. Els problemes percebuts amb la interpretació comencen per les diferències en la seva aparença física; Peter O'Toole feia 1,88 m d'alçada, 23 cm més alt que Lawrence, qui només mesurava 1,65 m. El seu comportament, però, ha provocat molt més debat.
Els guionistes representen Lawrence com un egoista. No és clar fins a quin punt Lawrence va buscar o va evitar l'atenció, com ho demostra el seu ús de diversos noms assumits després de la guerra. Fins i tot durant la guerra, Lowell Thomas va escriure a With Lawrence in Arabia que podia fer-li fotos només enganyant-lo, però més tard Lawrence va acceptar posar per a diverses fotos per a l'espectacle escènic de Thomas. El famós comentari de Thomas segons el qual Lawrence "tenia un geni per tornar a la llum" es pot fer per suggerir que les seves accions extraordinàries li van impedir ser tan privat com ell hauria volgut, o es pot suggerir que Lawrence va fer una pretensió d'evitar el centre d'atenció, però subtilment es va situar al centre de l'escenari. Altres apunten als propis escrits de Lawrence per donar suport a l'argument que ell era egoista.
L'orientació sexual de Lawrence continua sent un tema controvertit entre els historiadors. La font principal de Bolt era aparentment Seven Pillars, però la interpretació de la pel·lícula sembla informada per la Investigació biogràfica de Richard Aldington (1955), que plantejava a Lawrence com un "mentider i exhibicionista patològic", així com a homosexual. Això s'oposa a la seva interpretació a Ross com a "reclusa física i espiritual". Historiadors com Basil Liddell Hart van discutir la representació de la pel·lícula de Lawrence com un participant actiu en l'atac i la matança de les columnes turques en retirada que havien comès la [[]], però la majoria dels biògrafs actuals accepten la interpretació de la pel·lícula com a raonablement exacta.
La pel·lícula mostra que Lawrence parlava i llegia àrab, podia citar l'Alcorà i tenia un coneixement raonable de la regió. Amb prou feines esmenta els seus viatges arqueològics del 1911 al 1914 a Síria i Aràbia i ignora la seva tasca d'espionatge, incloent un estudi topogràfic de la península del Sinaí d'abans de la guerra i els seus intents de negociar l'alliberament dels presoners britànics a Kut, Mesopotàmia, el 1916. A més, Lawrence queda sorpès dels Acords de Sykes-Picot molt tard en la història i es mostra consternat per ell, però potser en sabia molt abans mentre lluitava al costat dels àrabs.
Els biògrafs de Lawrence tenen una reacció mixta cap a la pel·lícula. El biògraf autoritzat Jeremy Wilson va assenyalar que la pel·lícula "va influir, sens dubte, en les percepcions d'alguns biògrafs posteriors", com ara que la representació de l'Ali de la pel·lícula fos real, en lloc d'un personatge compost, i també el fet de destacar l'incident de Deraa. Les inexactituds històriques de la pel·lícula, segons Wilson, són més problemàtiques del que s'hauria de permetre sota una llicència dramàtica normal. En aquell moment, Liddell Hart va criticar públicament la pel·lícula i va involucrar a Bolt en una llarga correspondència sobre la seva interpretació de Lawrence.
El dramaturg Noël Coward, qui va dir a Peter O'Toole que "Si hagués estat més bonic, hauria estat Florence of Arabia.

### Representació d'altres personatges
La pel·lícula retrata el general Allenby com a cínic i manipulador, amb una actitud superior a Lawrence, però hi ha moltes proves que Allenby i Lawrence s'estimaven i es respectaven. Lawrence va dir una vegada que Allenby era "una admiració meva"" i, posteriorment, que era "físicament gran i confiat i moralment tan gran que la comprensió de la nostra petitesa li va resultar lenta". Les paraules fictícies d'Allenby al funeral de Lawrence a la pel·lícula contrasten amb les afirmacions reals d'Allenby sobre la mort de Lawrence: "He perdut un bon amic i un company estimat. Lawrence estava al meu comandament, però, després de conèixer-lo amb el meu pla estratègic, li vaig donar una mà lliure. La seva cooperació va estar marcada per la màxima lleialtat i mai vaig tenir res més que elogis per la seva tasca, que de fet va ser inestimable durant tota la campanya" Allenby també va parlar molt d'ell nombroses vegades i, per a delit de Lawrence, va recolzar públicament la precisió de Seven Pillars of Wisdom. Tot i que Allenby va manipular Lawrence durant la guerra, la seva relació es va perllongar durant anys després del seu final, cosa que va indicar que a la vida real eren amics, si no estrets. La família Allenby va estar particularment molesta per les escenes de Damasc en què Allenby fredament permet que la ciutat caigui en el caos quan el Consell Àrab s'ensorra.
De la mateixa manera, el general Murray va ser inicialment escèptic sobre el potencial de la Revolta Àrab, però va pensar molt en les habilitats de Lawrence com a oficial d'intel·ligència. De fet, va ser en gran part a través de la persuasió de Lawrence que Murray va donar suport a la revolta. La intensa aversió que es mostra a Lawrence a la pel·lícula és el contrari dels sentiments reals de Murray, però Lawrence semblava no considerar a Murray.
La representació d'Auda abu Tayi com un home interessat només en el botí i els diners també està en desacord amb el registre històric. Tot i que al principi Auda es va unir a la revolta per raons monetàries, es va convertir ràpidament en un ferm defensor de la independència àrab, sobretot després de la captura d'Aqaba. Malgrat els reiterats intents de suborn dels turcs, ell es va embutxacar alegrement els seus diners, però es va mantenir fidel a la revolta i va arribar a fer-li caure les dents postisses, de fabricació turca. Va estar present amb Lawrence des del començament de l'expedició d'Aqaba i, de fet, va ajudar a planificar-la, juntament amb Lawrence i el príncep Faisal.
Faisal estava lluny de ser l'home de mitjana edat representat des que tenia uns trenta anys en el moment de la revolta. Faisal i Lawrence es van respectar les capacitats i la intel·ligència i van treballar bé junts.
Les reaccions dels que coneixien Lawrence i els altres personatges diuen molt sobre la veracitat de la pel·lícula. El crític més vehement de la seva precisió va ser el professor A. W. (Arnold) Lawrence, germà petit i executor literari del protagonista, que havia venut els drets de Seven Pillars of Wisdom a Spiegel per 25.000 lliures esterlines i va fer una campanya als Estats Units i a Gran Bretanya. denunciant la pel·lícula. Va dir: "No hauria d'haver reconegut el meu propi germà". En una aparició de xerrades puntuals, va remarcar que havia trobat la pel·lícula "pretensiosa i falsa" i va dir que el seu germà era "una de les persones més simpàtiques, amables i estimulants que he conegut. Sovint apareixia alegre quan estava infeliç ". Més tard, va dir al New York Times, "[La pel·lícula és] una recepta psicològica. Preneu-vos una unça de narcisisme, una lliura d'exhibicionisme, una pinta de sadisme, un galó de luxúria de sang i una mica d'altres aberracions i remeneu-ho bé". Lowell Thomas també va criticar la interpretació de Lawrence i de la majoria dels personatges de la pel·lícula i va creure que les escenes d'atac del tren eren l'únic aspecte raonablement precís de la pel·lícula.
Les crítiques no es van limitar a Lawrence. La família d'Allenby va presentar una queixa formal contra Columbia per la seva interpretació. Els descendents d'Auda abu Tayi i el veritable Sherif Ali, Sharif Nassir, van anar més enllà demandant Columbia, tot i que Ali de la pel·lícula era un personatge de ficció compost. El cas Auda va durar gairebé deu anys abans que es retirés.
La pel·lícula té els seus defensors. El biògraf Michael Korda, l'autor de Hero: The Life i Legend of Lawrence of Arabia, ofereix una opinió diferent. La pel·lícula no és "la història completa de la vida de Lawrence ni un relat completament exacte dels dos anys que va passar lluitant amb els àrabs". Tot i això, Korda sosté que criticar-ne la inexactitud "no passa amb la qüestió". "L'objectiu no era produir un docudrama fidel que eduqués el públic, sinó una imatge d'èxit." Stephen E. Tabachnick va més enllà de Korda argumentant que la interpretació de Lawrence de la pel·lícula és "adequada i fidel al text de Seven Pillars of Wisdom". Un historiador britànic de la Revolta Àrab, David Murphy, va escriure que, tot i que la pel·lícula estava mancada de diverses inexactituds i omissions, "era una pel·lícula realment èpica i es veu amb raó com un clàssic."

## Producció

### Preproducció
Les pel·lícules anteriors sobre T.E. Lawrence havien estat planificades però no s'havien fet. Als anys 40, Alexander Korda estava interessat a filmar Els set pilars de la saviesa amb Laurence Olivier, Leslie Howard, o Robert Donat com a Lawrence, però va haver de retirar-se a causa de dificultats financeres. David Lean havia estat dirigit a dirigir una versió de 1952 per a la Rank Organization, però el projecte va acabar. Al mateix temps que la preproducció de la pel·lícula, Terence Rattigan desenvolupava la seva obra Ross que se centrava principalment en la suposada homosexualitat de Lawrence. Ross havia començat com a guió, però es va tornar a escriure per a l'escena quan va acabar el projecte cinematogràfic. Sam Spiegel es va enfurismar i va intentar suprimir l'obra, cosa que va ajudar a fer publicitat de la pel·lícula. Dirk Bogarde havia acceptat el paper a Ross; va qualificar la cancel·lació del projecte com "la meva més amarga decepció". Alec Guinness va fer el paper a l'escenari.
Lean i Sam Spiegel havien treballat junts a The Bridge on the River Kwai i van decidir col·laborar de nou. Durant un temps, Lean es va interessar en un biopic de Gandhi, amb Alec Guinness per interpretar el paper principal i Emeric Pressburger va escriure el guió. Finalment, va perdre l'interès pel projecte, malgrat un ampli treball de preproducció, inclòs el localització a l'Índia i una reunió amb Jawaharlal Nehru. Lean va tornar la seva atenció a T.E. Lawrence. Columbia Pictures tenia interès en un projecte de Lawrence que es remunta a principis dels anys cinquanta, i el projecte es va iniciar quan Spiegel va convèncer un reticent A. W. Lawrence a vendre els drets de Els set pilars de la saviesa per £22.500.
Michael Wilson va escriure l'esborrany original del guió. Lean no estava satisfet amb el treball de Wilson, principalment perquè el seu tractament se centrava en els aspectes històrics i polítics de la revolta àrab. Lean va contractar Robert Bolt per tornar a escriure el guió per convertir-lo en un estudi de personatges de Lawrence. Molts dels personatges i escenes són la invenció de Wilson, però pràcticament tot el diàleg de la pel·lícula final va ser escrit per Bolt.
Segons els informes, Lean va veure la pel·lícula de John Ford The Searchers (1956) per ajudar-lo a desenvolupar idees sobre com rodar la pel·lícula. Diverses escenes recorden directament la pel·lícula de Ford, sobretot l'entrada d'Ali al pou i la composició de moltes de les escenes del desert i la dramàtica sortida de Wadi Rum. El biógraf de Lean Kevin Brownlow assenyala una semblança física entre Wadi Rum i el Monument Valley de Ford.

### Filmació

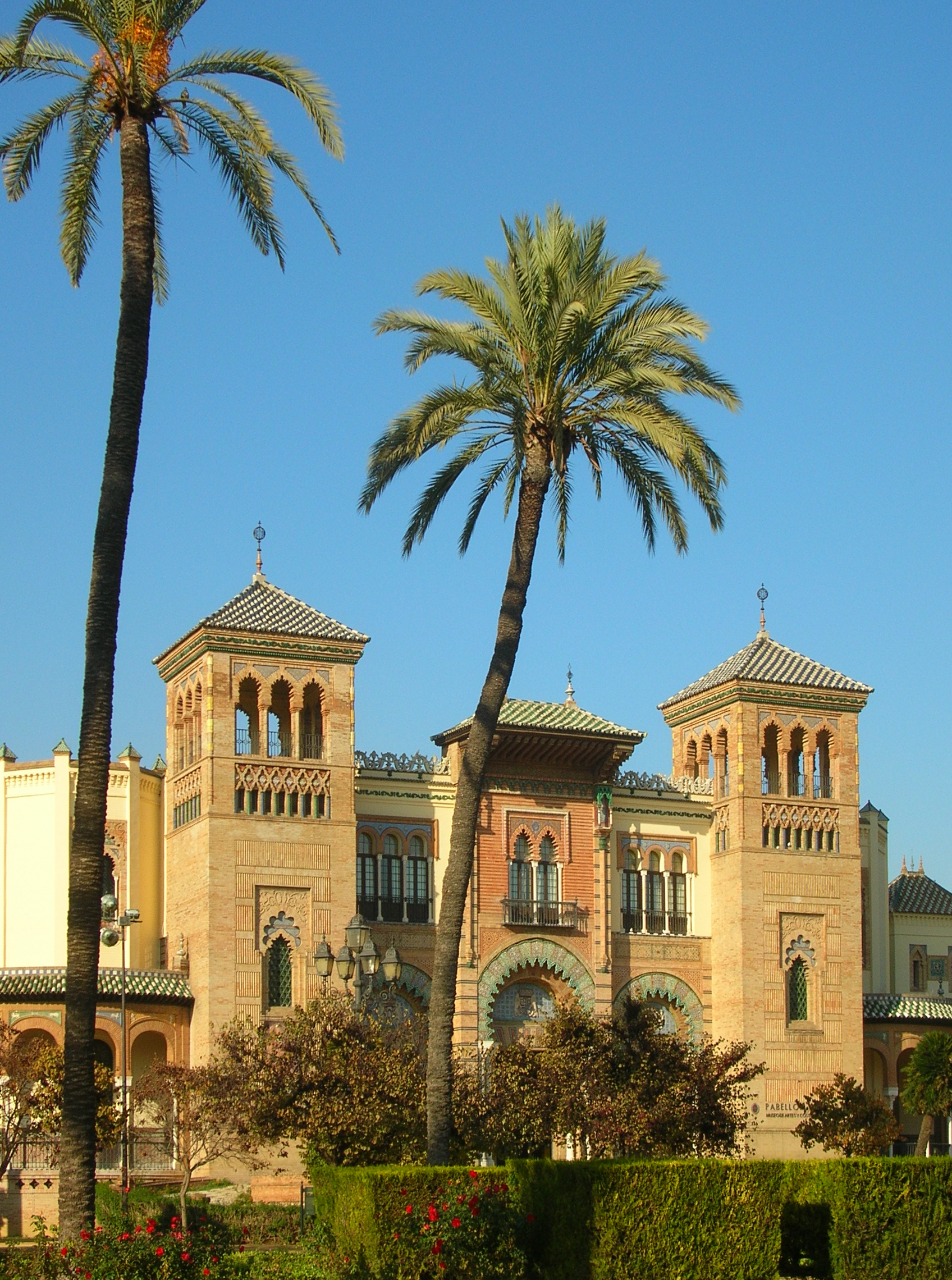
El pavelló mudèjar del parc de María Luisa de Sevilla va aparèixer com a Damasc.

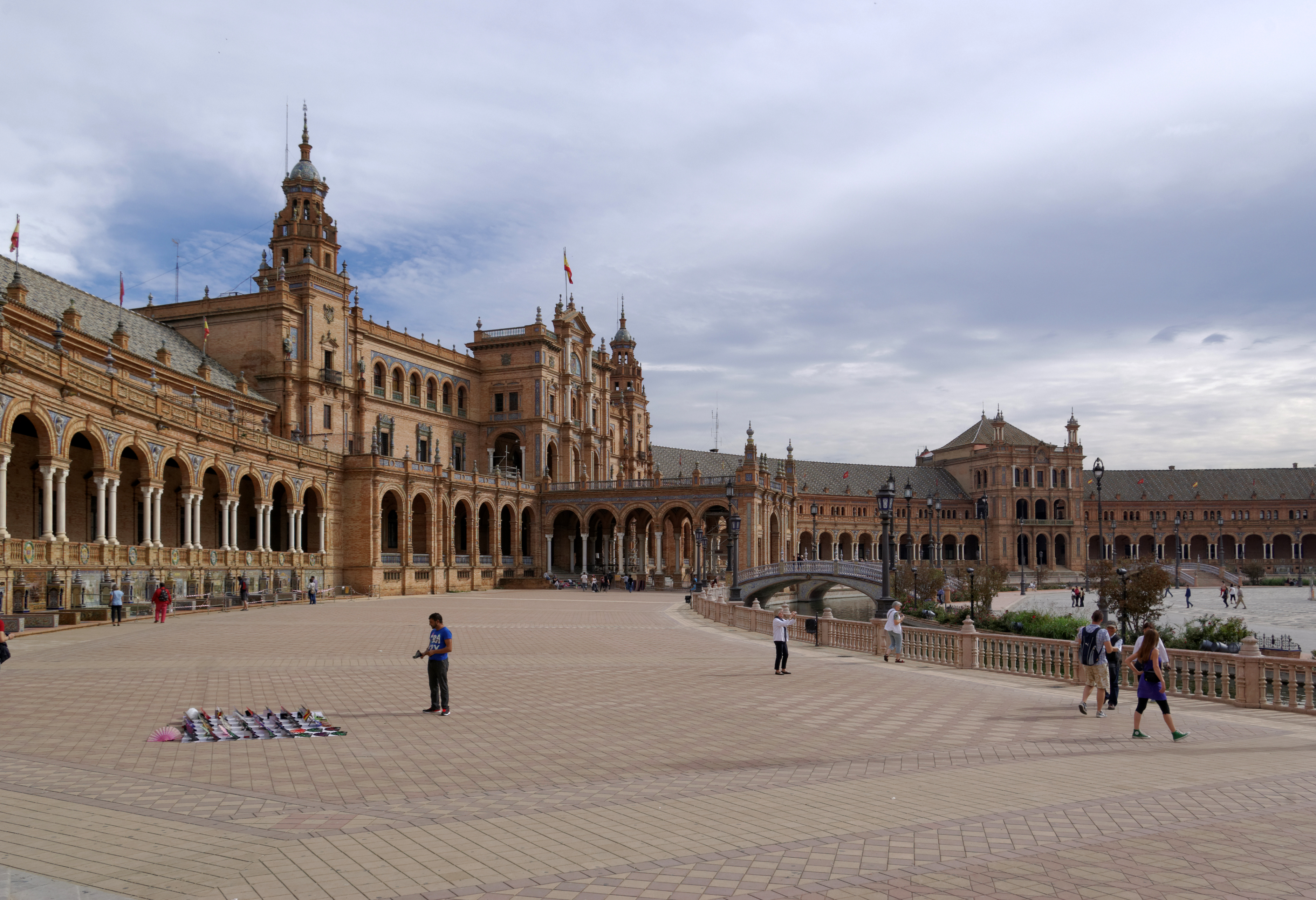
La plaça d'Espanya de Sevilla apareixia com a quarter general de la força expedicionària egípcia al Gran Caire, que incloïa el club d'oficials.

La pel·lícula va ser feta per Horizon Pictures i distribuïda per Columbia Pictures. La fotografia principal va començar el 15 de maig de 1961 i va acabar el 21 de setembre de 1962.

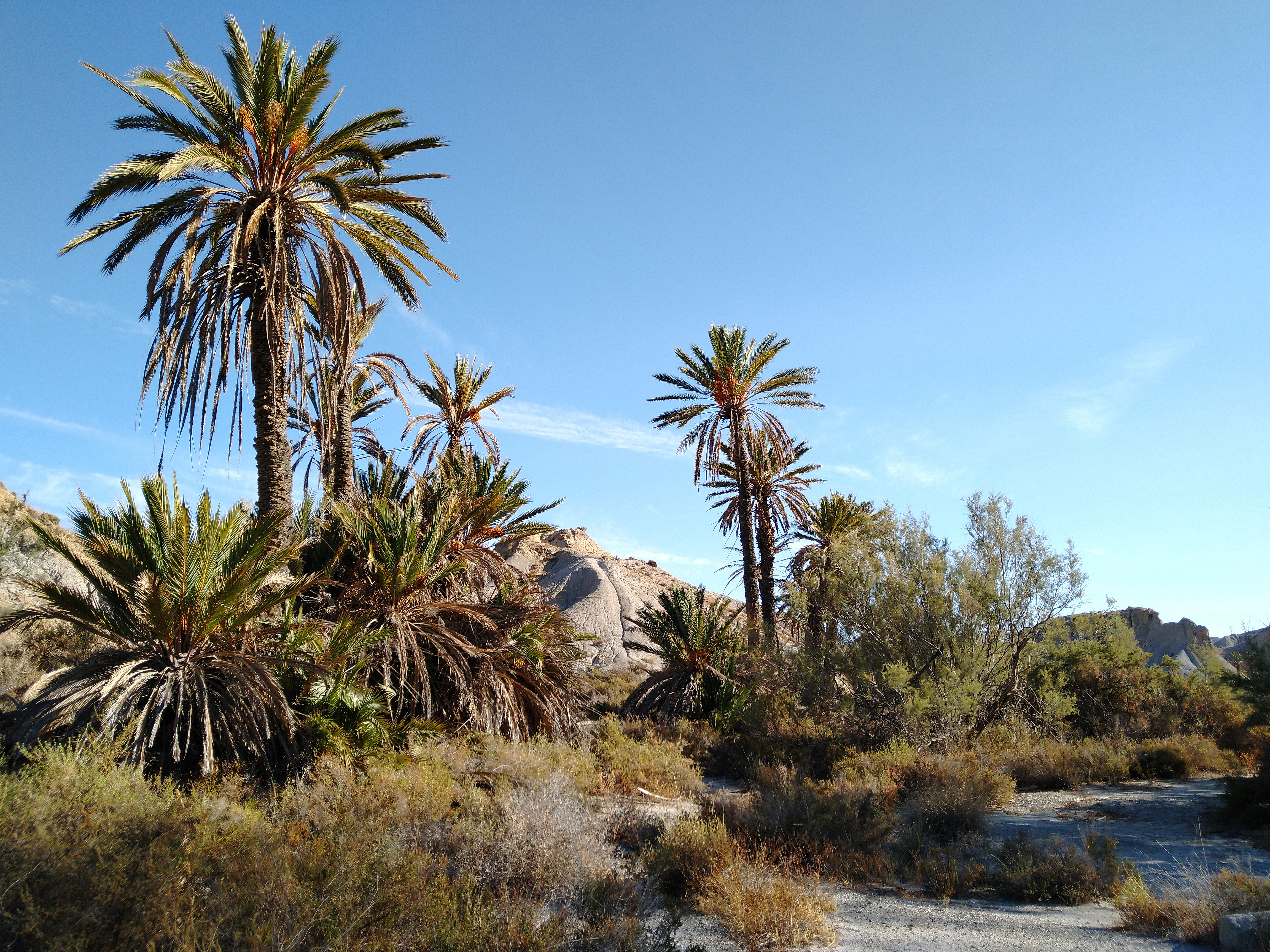
L'oasi artificial a Tabernas, Almeria

Les escenes del desert es van rodar a Jordània i el Marroc, així com a Espanya. Originalment s'havia de filmar íntegrament a Jordània; el govern del rei Hussein va ser extremadament útil en la prestació d'assistència logística, exploració de la ubicació, transport i extres. El mateix Hussein va visitar el set diverses vegades durant la producció i va mantenir relacions cordials amb el repartiment i la tripulació. L'única tensió es va produir quan els funcionaris jordans van saber que l'actor anglès Henry Oscar no parlava àrab s que apareixeria recitant l'Alcorà. El permís només es va concedir amb la condició que hi hagués un imam per garantir que no hi hagués citacions errònies.
Lean planejava rodar a Aqaba i al jaciment arqueològic de Petra d'Aràbia, que Lawrence havia agradat com a lloc d'estudi. No obstant això, la producció es va haver de traslladar a Espanya a causa del cost i els brots de malaltia entre el repartiment i la tripulació abans que es poguessin rodar aquestes escenes. L'atac a Aqaba es va reconstruir en un llit de riu sec a la playa del Algarrobico a Carboneras (Almeria). i constava de més de 300 edificis i es va basar meticulosament en l'aparició de la ciutat el 1917. Pel rodatge a Almeria es portaren un total de 159 dromedaris, dels quals 129 procedien del Sàhara espanyol a un cost de 5.000 pessetes cadascun , així com uns 700 cavalls provinents de diversos punts d'Andalusia. L'execució de Gasim, els atacs de trens i els exteriors de Deraa es van filmar a la regió d'Almeria amb una part del rodatge retardada a causa d'una inundació ràpida. Les muntanyes de Sierra Nevada representaren Azrak, les casernes d'hivern de Lawrence. La ciutat de Sevilla es va utilitzar per representar el Caire, Jerusalem i Damasc. Tots els interiors es van rodar a Espanya, inclosa la primera trobada de Lawrence amb Faisal i l'escena a la tenda d'Auda. La massacre de Tafas es va filmar a Ouarzazate, al Marroc, amb les tropes de l'exèrcit marroquí en substitució de l'exèrcit turc; no obstant això, Lean no va poder filmar tant com volia perquè els soldats eren poc cooperatius i impacients.
La producció de la pel·lícula es va retardar sovint perquè el rodatge va començar sense un guió acabat. Wilson va deixar la seva producció al principi de la producció, i la dramaturga Beverley Cross va treballar en el guió provisionalment abans que Bolt prengués el relleu, tot i que cap material de Cross no va arribar a la pel·lícula final. Un nou contratemps es va produir quan Bolt va ser arrestat per haver participat en una manifestació d'armes antinuclears i Spiegel va haver de convèncer-lo perquè signés un reconeixement de bon comportament perquè sortís de la presó i continués treballant en el guió.
O'Toole no estava acostumat a muntar en camells i va trobar la sella incòmoda. Durant un descans en el rodatge, va comprar un tros de goma espuma en un mercat i el va afegir a la seva sella. Molts dels extres van copiar la idea i es poden veure fulls d'escuma a moltes selles de cavall i de camell. Els beduïns van sobrenomenar O'Toole " 'Ab al-'Isfanjah" (أب الإسفنجة), que significa "Pare de l'Esponja". Durant el rodatge de l'escena d'Aqaba, O'Toole gairebé va morir quan va caure del seu camell, però afortunadament es va situar sobre ell, evitant que els cavalls dels extres el trepitgessin. Casualment, un contratemps molt similar va caure en l'autèntic Lawrence a la batalla d'Abu El Lissal el 1917.
Jordània va prohibir la pel·lícula pel que es considerava una representació irrespectuosa de la cultura àrab. Egipte, país d'origen d'Omar Sharif, va ser l'única nació àrab que va donar a la pel·lícula una àmplia estrena, on es va convertir en un èxit gràcies a l'aval del president Gamal Abdel Nasser, que va apreciar la representació de la pel·lícula del nacionalisme àrab
Es va utilitzar la tecnologia Super Panavision per rodar la pel·lícula, és a dir, que s'utilitzaven lents esfèriques en lloc d'unes anamòrfiques i que la imatge s'exposava en negatiu de 65 mm, i després s'imprimia en un positiu de 70 mm per deixar espai a les bandes sonores. El tall ràpid era més inquietant a la pantalla ampla, de manera que els cineastes van haver d'aplicar preses més llargues i fluides. El fet de disparar una proporció tan àmplia va produir alguns efectes no desitjats durant la projecció, com ara un peculiar efecte "flutter", la difuminació de certes parts de la imatge. Per evitar el problema, el director sovint havia de modificar el bloqueig, donant a l'actor un moviment més diagonal, on el flutter era menys probable. Es va preguntar a David Lean si podia manejar CinemaScope: "Si un tingués ull per a la composició, no hi hauria cap problema."
O'Toole no compartia l'amor de Lawrence pel desert i va afirmar en una entrevista: "Ho detesto"

### Música
La partitura del film va ser composta per Maurice Jarre, poc conegut en aquella època i seleccionat només després que William Walton i Malcolm Arnold s'havien refusat. Jarre va rebre només sis setmanes per compondre dues hores de música orquestral per a Lawrence. La partitura va ser interpretada per la London Philharmonic Orchestra. Sir Adrian Boult figura com a director de la partitura als crèdits de la pel·lícula, però no va poder dirigir la major part de la partitura, en part a causa de la seva manca d'adaptació als intricats temps de cada senyal, i Jarre el va substituir com a director. La partitura va donar a Jarre el seu primer premi de l'Acadèmia a la Millor Banda Sonora Original i ara es considera una de les millors partitures de tots els temps, situant-se en el número tres de les vint-i-cinc millors partitures cinematogràfiques de l'American Film Institute.
El productor Sam Spiegel volia crear una partitura amb dos temes per mostrar el costat "oriental" i britànic de la pel·lícula. Estava destinat al compositor soviètic Aram Khatxaturian per crear una meitat i al compositor britànic Benjamin Britten per escriure l'altra.
L'enregistrament original de la banda sonora es va publicar originalment a Colpix Records, la divisió discogràfica de Columbia Pictures, el 1962. El 28 d'agost de 2006 va aparèixer una edició remasteritzada a Castle Music, una divisió del Sanctuary Records Group.
La marxa de Kenneth Alford The Voice of the Guns (1917) apareix de manera destacada a la banda sonora. Una de les altres peces d'Alford, la Colonel Bogey March, va ser el tema musical de l'anterior pel·lícula de Lean The Bridge on the River Kwai.
Un enregistrament complet de la partitura no es va escoltar fins al 2010 quan Tadlow Music va produir un CD de la música, amb Nic Raine dirigint la Filharmònica de la Ciutat de Praga a partir de partitures reconstruïdes per Leigh Phillips.

## Projecció

### Estada als cinemes
La pel·lícula es va estrenar a l'Odeon Leicester Square de Londres el 10 de desembre de 1962 (Royal Premiere) i es va estrenar als Estats Units el 16 de desembre de 1962.

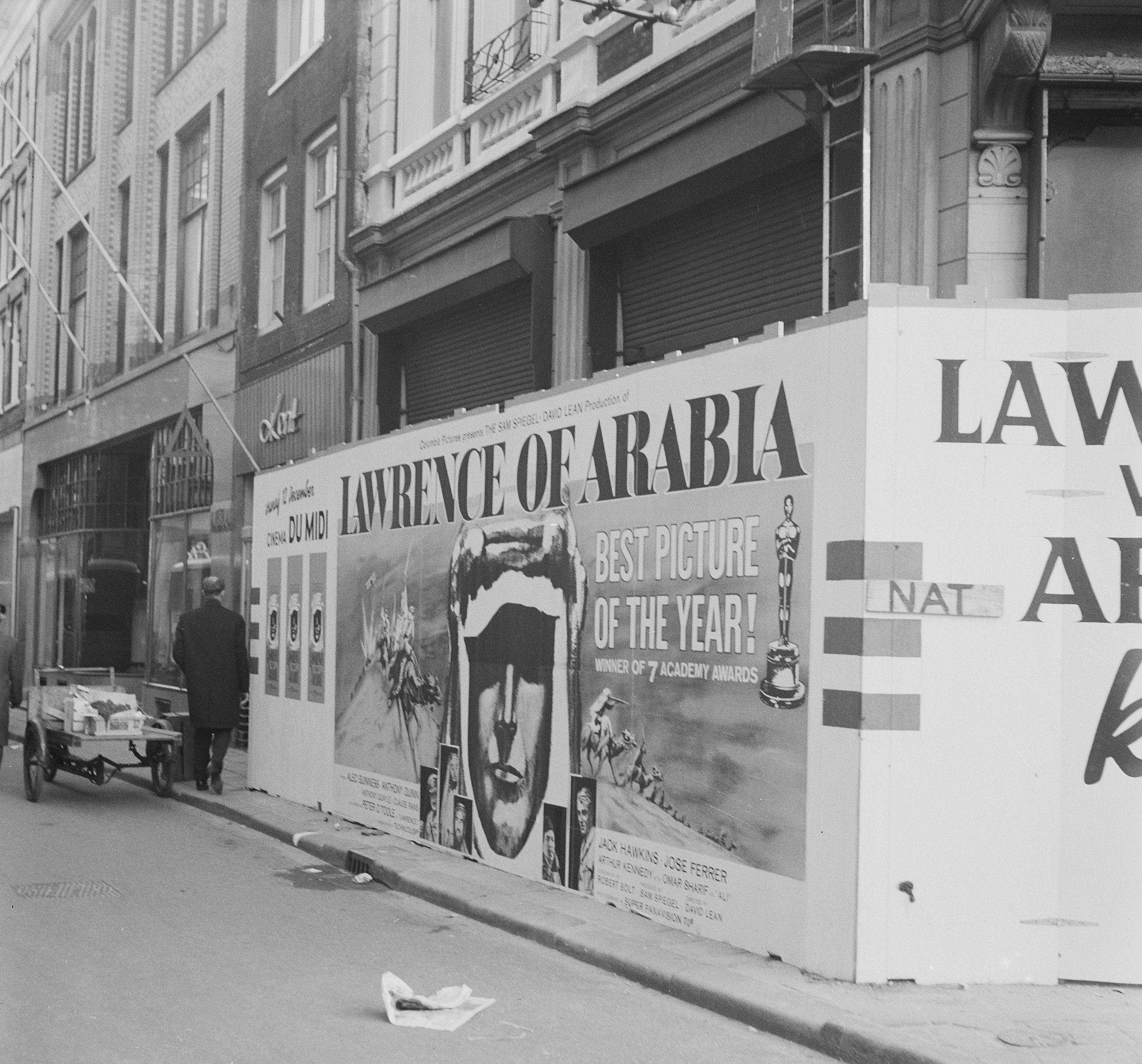
Cartell del 1962 durant la seva estrena

La pel·lícula original va durar uns 222 minuts (més música d'obertura, intermedi i sortida). Una nota post-estrena (13 de desembre de 1962) assenyalava que la pel·lícula tenia 7.616,2 m de pel·lícula de 70 mm o 6.090 m de pel·lícula de 35 mm. Amb una projecció de 90 peus (27 m) de pel·lícula de 35 mm cada minut, això correspon exactament a 222,11 minuts. Richard May, vicepresident cinematogràfic de Warner Bros., va enviar un correu electrònic a Robert Morris, coautor d'un llibre sobre Lawrence d'Aràbia, en el qual assenyalava que Allò que el vent s'endugué no es va editar mai després de l'estrena i que té 6.061 m de pel·lícula de 35 mm (sense prèvias, obertura, intermitg, entracte o música de sortida), corresponent a 220,93 min. Per tant, Lawrence d'Aràbia és una mica més d'un minut més llarga que Allò que el vent s'endugué i és, per tant, la pel·lícula més llarga que ha guanyat un Oscar a la millor pel·lícula.
El gener de 1963, Lawrence va ser llançat en una versió editada per 20 minuts; quan es va reeditar el 1971, es va presentar un tall encara més curt de 187 minuts. La primera ronda de talls es va fer a la direcció i fins i tot a la insistència de David Lean, per apaivagar les crítiques sobre la durada de la pel·lícula i augmentar el nombre de projeccions al dia; no obstant això, durant la restauració de 1989, va culpar les retallades al productor difunt Sam Spiegel. A més, es va utilitzar una impressió de 1966 per a les primeres versions de televisió i vídeo que van alterar accidentalment algunes escenes invertint la imatge.
La pel·lícula es va projectar fora de competició al Festival de Cannes de 1989 i al Festival Internacional de Cinema de Karlovy Vary del 2012.
Lawrence d'Aràbia es va tornar a projectar als cinemes el 2002 per celebrar el quarantè aniversari de la pel·lícula.

### El tall de director restaurat
Robert A. Harris i Jim Painten van fer una versió restaurada sota la supervisió del director David Lean. Es va llançar el 1989 amb una durada de 216 minuts (més música d'obertura, intermitència i sortida).
La majoria de les escenes retallades eren seqüències de diàleg, particularment aquelles que involucraven el general Allenby i el seu personal. Es van extirpar completament dues escenes senceres —l'informació de Brighton sobre Allenby a Jerusalem abans de l'escena de Deraa i la reunió del personal britànic a la tenda de camp— i l'escena d'informació d'Allenby encara no s'ha restaurat del tot. Gran part del diàleg que falta fa referència a l'escriptura de poesia i vers de Lawrence, al·ludida per Allenby en particular, que diu que “l'últim general poeta que vam tenir va ser Wellington". L'obertura de l'Acte II va existir només en forma fragmentada, on Faisal és entrevistat per Bentley, així com l'escena posterior a Jerusalem on Allenby convenç a Lawrence de no renunciar. Ambdues escenes van ser restaurades per a la reedició de 1989. Algunes de les també es van restaurar més preses gràfiques de l'escena de la massacre de Tafas, com ara el llarg tir panoràmic dels cadàvers a Tafas i Lawrence disparant a un soldat turc rendit. La majoria de les imatges que encara falten són d'importància mínima, complementant les escenes existents. Una escena és una versió ampliada de la seqüència de tortures de Deraa, que fa que el càstig de Lawrence sigui més evident en aquesta escena. Existeixen altres escenes amb guió, inclosa una conversa entre Auda i Lawrence immediatament després de la caiguda d'Aqaba, una breu escena d'oficials turcs que assenyalava l'abast de la campanya de Lawrence i la batalla de Petra (posteriorment reelaborada al primer atac de trens), però probablement aquestes escenes no es van filmar. Els actors que encara vivien en el moment de la reedició van doblar el seu propi diàleg, tot i que el diàleg de Jack Hawkins va haver de ser doblat per Charles Gray, que ja havia proporcionat la veu de Hawkins per a diverses pel·lícules després que Hawkins desenvolupés càncer de gola a finals dels anys seixanta. Les raons de les retallades de diverses escenes es poden trobar a les notes de Lean a Sam Spiegel, Robert Bolt i Anne V. Coates. La pel·lícula dura 227 minuts en la versió més recent del director disponible en disc Blu-ray i DVD.

### Televisió i mitjans domèstics
Els vespres del 28 i 29 de gener de 1973, ABC va emetre la pel·lícula durant dues nits, a causa de la durada de la pel·lícula.
Lawrence d'Aràbia s'ha publicat en cinc edicions de DVD diferents, incloent-hi un llançament inicial com a disc de dos discos (2001), seguit d'una edició més curta d'un sol disc (2002), una versió en alta resolució de la del director retallat amb escenes restaurades (2003) publicat com a part de la sèrie Superbit, com a part de la col·lecció Columbia Best Pictures (2008) i en una edició especial completament restaurada de la retallada del director (2008).
Martin Scorsese i Steven Spielberg van ajudar a restaurar una versió de la pel·lícula per al llançament de DVD el 2000.

### Nova restauració, Blu-ray i reestrena als cinemes
Un 8K exploració/4K intermèdia restauració digital es va fer per Blu-ray i pel re-llançament al cinema durant l'any 2012 per Sony Pictures per celebrar el 50 aniversari de la pel·lícula. [72] L'edició Blu-ray de la pel·lícula es va estrenar al Regne Unit el 10 de setembre de 2012 i als Estats Units el 13 de novembre de 2012. La pel·lícula va rebre una estrena a les sales d'un dia el 4 d'octubre de 2012 i dos Llançament d'un dia a Canadà els dies 11 i 15 de novembre de 2012, i es va reeditar al Regne Unit el 23 de novembre de 2012.
Segons Grover Crisp, vicepresident executiu de restauració de Sony Pictures, el nou escaneig 8K té una resolució tan alta que mostrava una sèrie de fines línies concèntriques amb un patró "que recorda una empremta digital" prop de la part superior del quadre. Això va ser causat per l'emulsió de la pel·lícula que es va fondre i esquerdar-se en la calor del desert durant la producció. Sony va haver de contractar un tercer per minimitzar o eliminar els artefactes de la nova versió restaurada. La restauració digital va ser feta per Sony Colorworks DI, Prasad Studios i MTI Film.
Una versió 4K restaurada digitalment de la pel·lícula es va projectar al Festival de Cannes 2012, al Festival Internacional de Cinema de Karlovy Vary 2012, a la V Janela Internacional de Cinema a Recife, Brasil, i al Festival Cinequest Film & Creativity 2013 a San Jose, Califòrnia.

## Rebuda
Després de la seva estrena, Lawrence of Arabia va tenir un gran èxit financer i de crítica i continua sent popular entre els espectadors i els crítics. Les imatges de la pel·lícula, la partitura, el guió i l'actuació de Peter O'Toole han estat punts d'aclamació habituals; la pel·lícula en general es considera àmpliament una obra mestra del cinema mundial i una de les millors pel·lícules mai realitzades. A més, el seu estil visual ha influït en molts directors, inclosos George Lucas, Sam Peckinpah, Stanley Kubrick, Martin Scorsese, Ridley Scott, Brian De Palma, Oliver Stone, i Steven Spielberg, que va qualificar la pel·lícula de "miracle".
L'American Film Institute va classificar Lawrence d'Aràbia al cinquè lloc en la seva llista original i en el setè lloc en les seves llistes actualitzades de 100 anys ... 100 pel·lícules i el primer en la llista de les millors pel·lícules americanes del gènere "èpic". El 1991, la pel·lícula va ser considerada "cultural, històrica o estèticament significativa" per la Biblioteca del Congrés i seleccionada per a la seva conservació al Registre Nacional de Cinema dels Estats Units. El 1999, la pel·lícula es va situar en el tercer lloc a l'enquesta del British Film Institute sobre les millors pel·lícules britàniques del segle XX i, el 2001, a la revista Total Film la va anomenar "tan impactantment bella i enormement intel·ligent com qualsevol pel·lícula mai realitzada" i "impecable". Va ser classificat entre les deu millors pel·lícules de tots els temps a l'enquesta dels directors de Sight & Sound del 2002. El 2004, va ser elegida la millor pel·lícula britànica de tots els temps per més de 200 enquestats en una enquesta Sunday Telegraph dels principals cineastes britànics. A més, l'actuació d'O'Toole és sovint considerada una de les millors de tot el cinema, superant llistes tant de Entertainment Weekly i Premiere. El T.E. Lawrence, interpretat per O'Toole, va ser considerat com el desè millor heroi de la història del cinema per l'American Film Institute.
A més, Lawrence of Arabia és actualment una de les pel·lícules més ben valorades a Metacritic; té una qualificació perfecta de 100/100, que indica "aclamació universal", basada en set ressenyes. Té una qualificació d'aprovació del 93% Rotten Tomatoes basada en 121 comentaris amb una puntuació mitjana de 9,3 / 10 de la crítica amb el consens que afirma: "L'epopeia de totes les èpoques, Lawrence of Arabia cimenta l'estat del director David Lean a panteó cinematogràfic amb gairebé quatre hores de gran abast, actuacions brillants i una bella cinematografia ".
Alguns crítics —en particular Bosley Crowther i Andrew Sarris— han criticat la pel·lícula per una interpretació indefinida de Lawrence i falta de profunditat.

## Premis i nominacions
Lawrence d'Aràbia va ser nominada a premis en múltiples categories. Aquests van ser els resultats:
| Any  | Premi       | Categoria                                             | Candidats                        | Resultat   |
| ---- | ----------- | ----------------------------------------------------- | -------------------------------- | ---------- |
| 1963 | Oscar       | Millor pel·lícula                                     |                                  | Guanyadora |
| 1963 | Oscar       | Millor director                                       | David Lean                       | Guanyador  |
| 1963 | Oscar       | Millor actor                                          | Peter O'Toole                    | Candidat   |
| 1963 | Oscar       | Millor actor secundari                                | Omar Sharif                      | Candidat   |
| 1963 | Oscar       | Millor guió adaptat                                   | Robert Bolt Michael Wilson       | Candidats  |
| 1963 | Oscar       | Millor banda sonora                                   | Maurice Jarre                    | Guanyador  |
| 1963 | Oscar       | Millor fotografia color                               | Freddie Young                    | Guanyador  |
| 1963 | Oscar       | Millor muntatge                                       | Anne V. Coates                   | Guanyadora |
| 1963 | Oscar       | Millor direcció artística                             | John Box John Stoll Dario Simoni | Guanyadors |
| 1963 | Oscar       | Millor so                                             | John Cox                         | Guanyador  |
| 1963 | Globus d'Or | Millor pel·lícula dramàtica                           |                                  | Guanyadora |
| 1963 | Globus d'Or | Millor director                                       | David Lean                       | Guanyador  |
| 1963 | Globus d'Or | Millor actor dramàtic                                 | Anthony Quinn                    | Candidat   |
| 1963 | Globus d'Or | Millor actor dramàtic                                 | Peter O'Toole                    | Candidat   |
| 1963 | Globus d'Or | Millor actor secundari                                | Omar Sharif                      | Guanyador  |
| 1963 | Globus d'Or | Millor fotografia color                               | Freddie Young                    | Guanyador  |
| 1963 | Globus d'Or | Millor banda sonora                                   | Maurice Jarre                    | Candidat   |
| 1963 | BAFTA       | Millor pel·lícula                                     |                                  | Guanyadora |
| 1963 | BAFTA       | Millor pel·lícula britànica                           |                                  | Guanyadora |
| 1963 | BAFTA       | Millor actor estranger                                | Anthony Quinn                    | Candidat   |
| 1963 | BAFTA       | Millor actor britànic                                 | Peter O'Toole                    | Guanyador  |
| 1963 | BAFTA       | Millor guió britànic                                  | Robert Bolt                      | Guanyador  |
| 1964 | Grammy      | Millor banda sonora original - Pel·lícula o televisió | Maurice Jarre                    | Candidat   |

## Llegat
El director de cinema Steven Spielberg la considera la seva pel·lícula preferida de tots els temps i la que l'ha inspirat a convertir-se en cineasta. Lawrence of Arabia també inspirat nombroses altres històries d'aventures, ciència-ficció i fantasia en la cultura popular moderna, incloent Dune de Frank Herbert, la franquícia Star Wars de George Lucas, Prometheus de Ridley Scott (2012), Mad Max: Fury Road de George Miller (2015) i la franquícia de Disney's Frozen.
El 1991, Lawrence of Arabia ser considerat "culturalment, històricament o estèticament significatiu" i va ser seleccionat per a la seva conservació al National Film Registry de la Biblioteca del Congrés dels Estats Units. El 2012, el Motion Picture Editors Guild va classificar-la com la setena pel·lícula millor editada de tots els temps basada en una enquesta sobre els seus membres.

## Pel·lícula posterior
El 1990 es va emetre la pel·lícula per a televisió A Dangerous Man: Lawrence After Arabia. Representa esdeveniments de la vida de Lawrence i Faisal posteriors a Lawrence of Arabia i va comptar amb Ralph Fiennes com a Lawrence i Alexander Siddig com a Príncep Faisal.